# Folkeskolereformen 2014
Folkeskolereformen 2014 var en reform af den danske grundskole, folkeskolen, der blev gennemført i 2014, og erstattede den tidligere folkeskolelov fra 2009. Reformen havde til formål at styrke faglighed og trivsel i folkeskolen og samtidig understøtte en nedbrydning af den sociale arv. Den politiske aftale om folkeskolereformen blev indgået 13. juni 2013 mellem den daværende regering  (Socialdemokratiet, Socialistisk Folkeparti og Radikale Venstre) sammen med Venstre, Dansk Folkeparti og Det Konservative Folkeparti. Hovedparten af folkeskolereformen trådte i kraft den 1. august 2014, mens enkelte delelementer først blev lovpligtige fra skoleåret 2015/2016. Reformen kom efter den store lærerlockout i 2013, hvor den daværende regering ønskede at finansiere en kommende reform med lærernes arbejdstidsaftale.

## Reformens overordnede mål
Et overordnet mål med reformen var at styrke elevernes læring og trivsel. Reformen formulerede følgende nationale mål for folkeskolens udvikling:
- Folkeskolen skal udfordre alle elever, så de bliver så dygtige, de kan.
- Folkeskolen skal mindske betydningen af social baggrund i forhold til faglige resultater.
- Tilliden til og trivslen i folkeskolen skal styrkes, bl.a. gennem respekt for professionel viden og praksis.

## Reformens midler
Aftalen betød, at der fra starten af skoleåret 2014/2015 skulle implementeres en længere og mere varieret skoledag for alle elever. Folkeskolereformen rummede både flere fagopdelte timer og ny tid til forskellige former for understøttende undervisning og aktiviteter, som havde til hensigt at skabe mere variation i elevernes skoledag.
Reformen byggede mere specifikt på følgende nye tiltag:
- Timetallet blev hævet så en skoleuge udgjorde 30 timer i børnehaveklassen til 3. klasse, 33 timer for 4. til 6. klasse og 35 timer for 7. til 9. klasse.

- Lektiehjælp blev obligatorisk for skolerne at tilbyde, men frivilligt for eleverne at deltage i.

- Understøttende undervisning, der knyttede sig til de fag, eleverne havde på skoleskemaet med det formål at gøre skoledagen mere varieret og styrke elevernes sociale kompetencer og trivsel.

- Pædagoger og andre medarbejdere med relevante kompetencer ville kunne varetage den understøttende undervisning.

- Der skulle være mere idræt, motion og bevægelse svarende til 45 minutter om dagen.

- Sammenslutning af forskellige fag: Sløjd og håndarbejde blev slået sammen til faget Håndværk og design mens Husgerning blev til faget madkundskab.

- De fælles mål i de enkelte fag skulle præciseres og en række regelforenklinger skulle øge kommunernes og skolernes frihed og fleksibilitet.

- Alle lærere skulle i 2020 have undervisningskompetence (svarende til linjefag) i de fag, de underviser i.

## Evalueringer af reformen
Børne- og Undervisningsministeriet igangsatte på baggrund af aftalen et omfattende evaluerings- og følgeforskningsprogram – et program, der skulle følge folkeskolereformens udmøntning og løbende videreformidle erfaringerne til skole, kommuner, politikere og andre interessenter omkring skolen. Følgeforskningen byggede på systematisk dataindsamling der foregik årligt siden 2014 blandt elever, lærere, pædagoger, forældre og skolebestyrelsesformænd på ca. 200 udvalgte skoler samt skoleledere på alle skoler, i forvaltninger og udvalgsformænd i alle landets kommuner. 
Midtvejsevalueringen af reformen foretaget i 2017 af Det Nationale Institut for Kommuners og Regioners Analyse og Forskning (KORA; nu VIVE) påviste i sine analyser kun relativt få sammenhænge, hvor reformelementerne havde påvirket elevernes læring eller trivsel.
Fem følgeforskningsrapporter i 2018 og 2019 konkluderede, at der var tæt på ingen fremgang at spore ude på skolerne, når det handlede om at påviser en sammenhæng imellem reformelementerne og elevernes trivsel og læring.
Den afsluttende evaluering af elevernes faglige resultater og trivsel fire år inde i folkeskolereformen blev publiceret i 2020. Analysen var udført af Det Nationale Forsknings- og Analysecenter for Velfærd og byggede på et omfattende datagrundlag af en kombination af registerdata, interview og spørgeskemaundersøgelser fra primært skoleledere, lærere og pædagoger. Konklusion var at fire år inde i folkeskolereformen var elevernes faglige resultater og trivsel stadig ikke var blevet løftet som forventet.
Den afsluttende evaluering havde følgende hovedkonklusioner:
- Flere fagtimer i dansk eller matematik gør ingen væsentlig forskel for elevernes faglige resultater efter folkeskolereformen

- Lærere og pædagoger er mere positive over for understøttende undervisning, og er det integreret i den fagspecifikke undervisning, har det en positiv sammenhæng til elevernes trivsel på mellemtrinnet.

- Konvertering af understøttende undervisning til to-voksen-timer har en lille positiv betydning for elevernes trivsel og fravær.

- Ingen tegn på, at bevægelse fremmer elevernes faglige resultater.

- Bevægelse kan styrke elevernes trivsel.

- Bevægelse har en positiv betydning for de ressourcestærke elevers trivsel på mellemtrinnet.

- Åben Skole kan have betydning for de faglige resultater og trivslen.

## Modtagelse og efterspil
Folkeskolereformen blev i begyndelsen anset som et godt initiativ af en større del af både eleverne og forældrene, men de manglende resultater skabte allerede i 2015 bekymring blandt forligskredsen og folkeskolens forskellige parter.
Efter midtvejsevalueringen og de efterfølgende følgeforskningsrapporter fremlagde statsminister Lars Løkke Rasmussen og undervisningsminister Merete Riisager 11. september 2018 på den nye regerings vegne et udspil til en justering af folkeskolereformen med titlen ”Folkets skole: Faglighed, dannelse og frihed – Justeringer af folkeskolereformen” der 7. maj 2019 blev vedtaget i sin endelige form. Ændringen af loven indeholdt syv tiltag hvor hovedelementerne var kortere skoledage, mindre understøttende undervisning og pausetid samt mere naturvidenskab på skemaet. Regeringen afviste at der var tale om et opgør med reformen, men snarere at der var tale om en justering af de elementer, der havde vist sig ikke at virke efter hensigten.